# Національний музей Іраку
Націона́льний музе́й Іра́ку (араб.: المتحف العراقي, англ. The National Museum of Iraq) — національний історико-археологічний музей у столиці Іраку місті Багдаді; найбільший і найстаріший музей країни; цінне (світового рівня) зібрання археологічних та історичних артефактів, витворів мистецтва. Зокрема, містить цінні реліквії месопотамської цивілізації, тисячі яких розкрадено у 2003 році під час Війни в Іраку. 23 лютого 2009 року музей урочисто відкрили знову, хоча близько половини розграбованого так і не повернуто до фондів. Разом з тим музейний заклад зазнав реновацій, в тому числі розширення експозиційних площ, чому посприяли ООН і уряди 12 країн.
Розміщений у багдадському районі Аляуї Аль-Хелла.

## Історія
1923 року Національний музей у Багдаді створила мандрівниця, археолог, офіцер розвідки Гертруда Білл. Головною метою організації музейного зібрання було збереження культурно-історичної спадщини Іраку. Гертруда Білл вважала, що зібрані колекції допоможуть усвідомити і підтримати знання іракців про походження їхньої країни. Крім того, вона сама керувала археологічними розкопками і вивченням знахідок, артефактів. 
Спочатку музей був відомий як Багдадський археологічний музей і розташовувався у палаці короля Фейсала I. 
У 1926 році музейна колекція переїхала в окреме приміщення, відтоді ж музей почав приймати відвідувачів. На цей час багатотисячні знахідки археологічних експедицій, що працювали в Межиріччі, вже не вміщалися в скромному будинку на вулиці Аль-Маамун. 
І лише в 1966 році Національний музей Іраку отримав нове просторе приміщення. Тепер у 28 галереях і склепах розмістилися безцінні реліквії, артефакти, колекції, хроніки історії стародавніх цивілізацій Месопотамії. 
У 1988 році до наявних експонатів долучилися унікальні золоті предмети зі Скарбниці Німрода, однієї з найбагатших археологічних знахідок XX століття. 
Після вторгнення Іраку в Кувейт (1990) Саддам Хусейн завбачливо дав вказівку заховати скарби Німрода в сейфи Національного Банку Іраку. 
Музей закрився у 1991 році на тривалі 9 років під час війни в Затоці, в розпал операції «Буря в пустелі», через побоювання дальших повітряних ударів. Тільки 28 квітня 2000 року, у свій 63-й день народження, Саддам Хусейн дозволив відкрити для відвідувачів Національний музей. Проте «золото Німрода» відвідувачі тоді не побачили. Про долю скарбниці не було відомо до 2003 року. 
У квітні, під час боїв у Багдаді, службовці музею вийшли з будівлі через стрілянину між іракським підрозділом, який перебував на музейному подвір'ї, та американцями. За деякими даними, мародери грабували музей майже 48 годин. Для оцінювання заподіяних збитків потрібні були місяці. З музею зникло близько 15 тисяч предметів, багато з яких є безцінними. 
Полковник М. Богданос організував розслідування події, з'ясувавши справжній стан речей. Його людям вдалося переконали мешканців Багдада, що у разі повернення викрадених цінностей з колекцій Національного музею Іраку їм нічого не загрожує. Завдяки цим повідомленнями про амністію злодіїв, за декілька місяців у музей передано близько 2000 експонатів. У ході спецрейдів виявлено таку ж кількість історичних предметів. Зусиллями митників Сирії та Лівану, Інтерполу і ФБР протягом 5 років були доставлені назад до Багдада 1,5 тисячі цінних речей, що належали Національному музею Іраку. Пізніше М. Богданос написав книгу про своє розслідування під назвою «Багдадські злодії». 
Отже, після 6 років закриття через американське вторгнення та окупацію Іраку, 23 лютого 2009 року відбулося офіційне повторне відкриття Національного музею Іраку. Багато хто з фахівців, у тому числі дослідників і музейників, був проти відкриття й стверджував, що умови безпеки далеко не найкращі й колекція музею — під загрозою нових пограбувань. 
7 вересня 2010 агенція Associated Press повідомила, що 540 розграбованих предметів  повернуто до Іраку.

## Колекції
Завдяки археологічному багатству Месопотамії колекція Національного музею Іраку є однією з найважливіших у світі, вона має загальносвітове, загальнолюдське цивілізаційне значення, саме тому вона достатньо добре описана, задокументована й зафільмована. Історичний британський зв'язок з музеєм (і з Іраком) означає, що експонати завжди атрибутуються двома мовами (англійською та арабською). 
Музейне зібрання містить важливі артефакти з понад ніж 5000-річної історію Месопотамії у 28 галереях та склепах. Серед експонатів — чимало раритетів, в тому числі мало досліджених і не пояснених до кінця ще вченими (наприклад, так звана багдадська батарейка).